# アブザク人
アブザク人（アブザクじん、 アディゲ語: Абдзэх, Abdzekh ; ロシア語: абадзехи;  英語: Abzakhs ) とは、主にトルコに居住するチェルケス人の一派である。

## 概要
アディゲ人（チェルケス人）の12の氏族の一つである。
チェルケス人12の氏族の中では、カバルド人に次いで二番目に人口の多い氏族とされる。元々はチェルケシア領であったアディゲ共和国やクラスノダール地方に居住していたが、1864年に起きたロシアとのコーカサス戦争の後、殆どがオスマン帝国に強制移住させられ、一部を除いて現在は大多数のアブザク人がトルコとイスラエルに居住している。現在も故地に残り続けアディゲ共和国のショフゲノフスキー地区に住む者もいる。
アディゲ語の方言であるアブザク方言を話す。チェルケス人の中でも西チェルケス人とされ、ブジェドゥグ人およびチェミルゴイ人と共にクバン川グループに属する。